# Province de la Sarre
Die Province de la Sarre (deutsch Saarprovinz) war eine französische Provinz zur Herrschaftszeit König Ludwigs XIV., die von 1685 bis zum Frieden von Rijswijk 1697 bestand. Sie umfasste Gebiete im heutigen Saarland, in Rheinland-Pfalz, Moselle und Bas-Rhin. Verwaltungssitz war die neugegründete Stadt Saarlouis.

## Geschichte

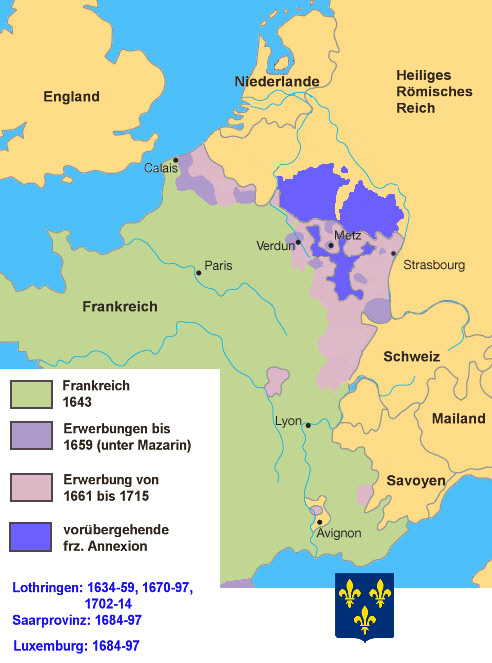
Französische Gebietsveränderungen zur Zeit Ludwigs XIV., in Blau dargestellt die 1697 wieder verlorenen Territorien

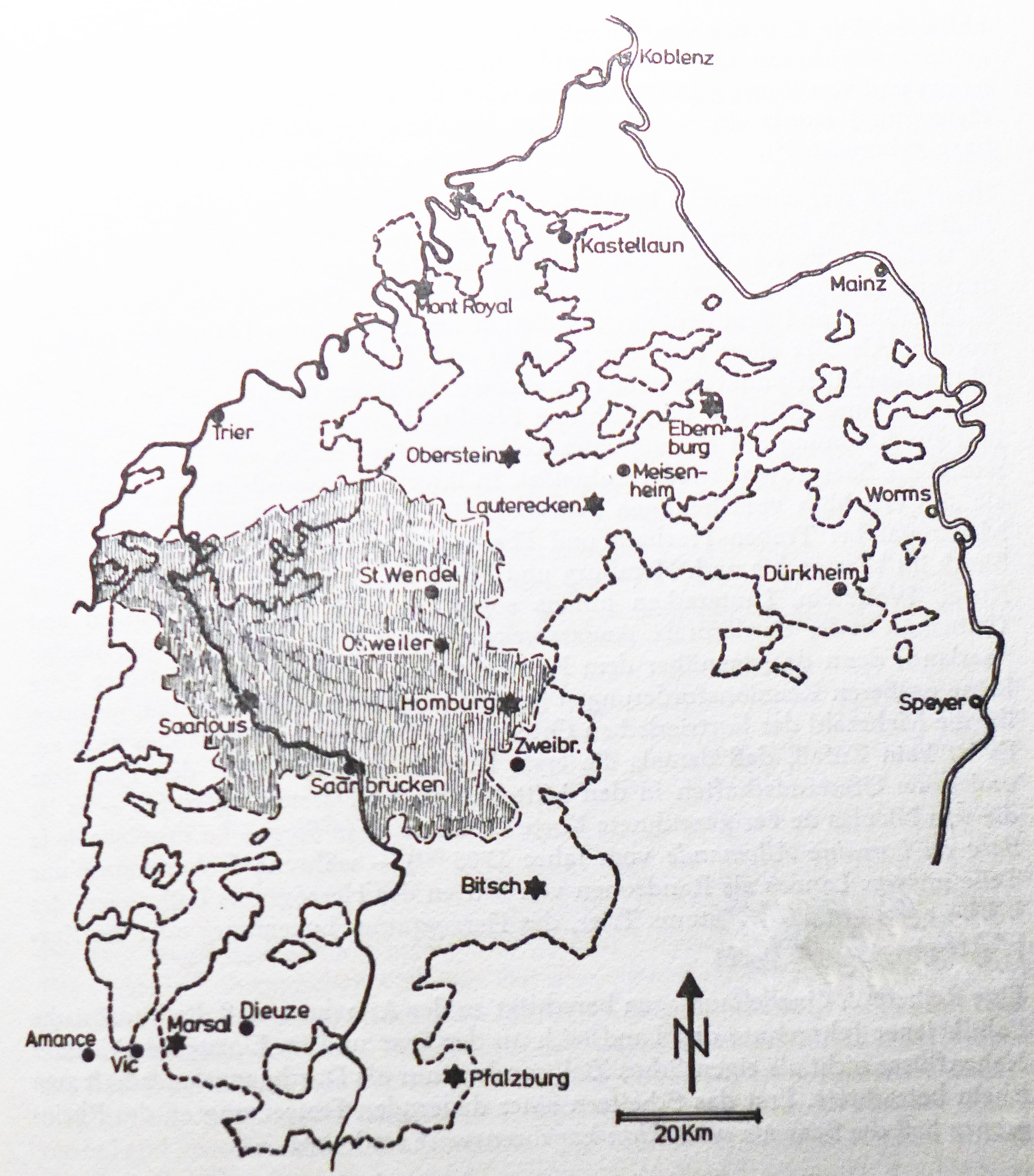
Die Grenzen der Saarprovinz; in Schraffur die Grenzen des heutigen Saarlandes

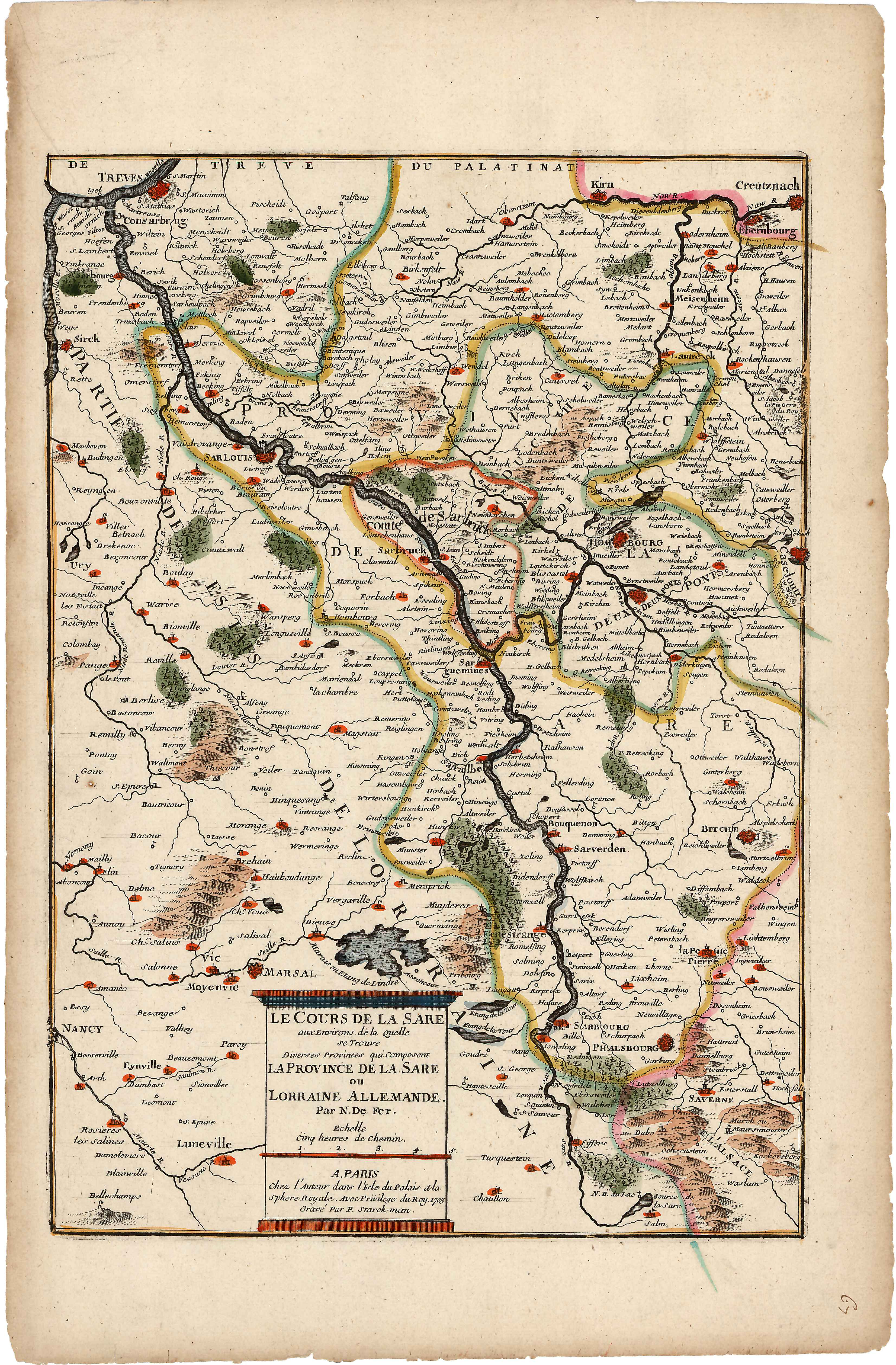
Karte von Nicolas de Fer, Paris 1703. Der Schriftzug PROVINCE DE LA SARE versteckt sich mittig im Kartenbild. Die Provinz umfasste das ocker umrandete Gebiet wie auch die separat umrandeten Gebiete der Grafschaft Saarbrücken (comté de Sarbruck) und des Herzogtums Zweibrücken (duché de Deux-Ponts).

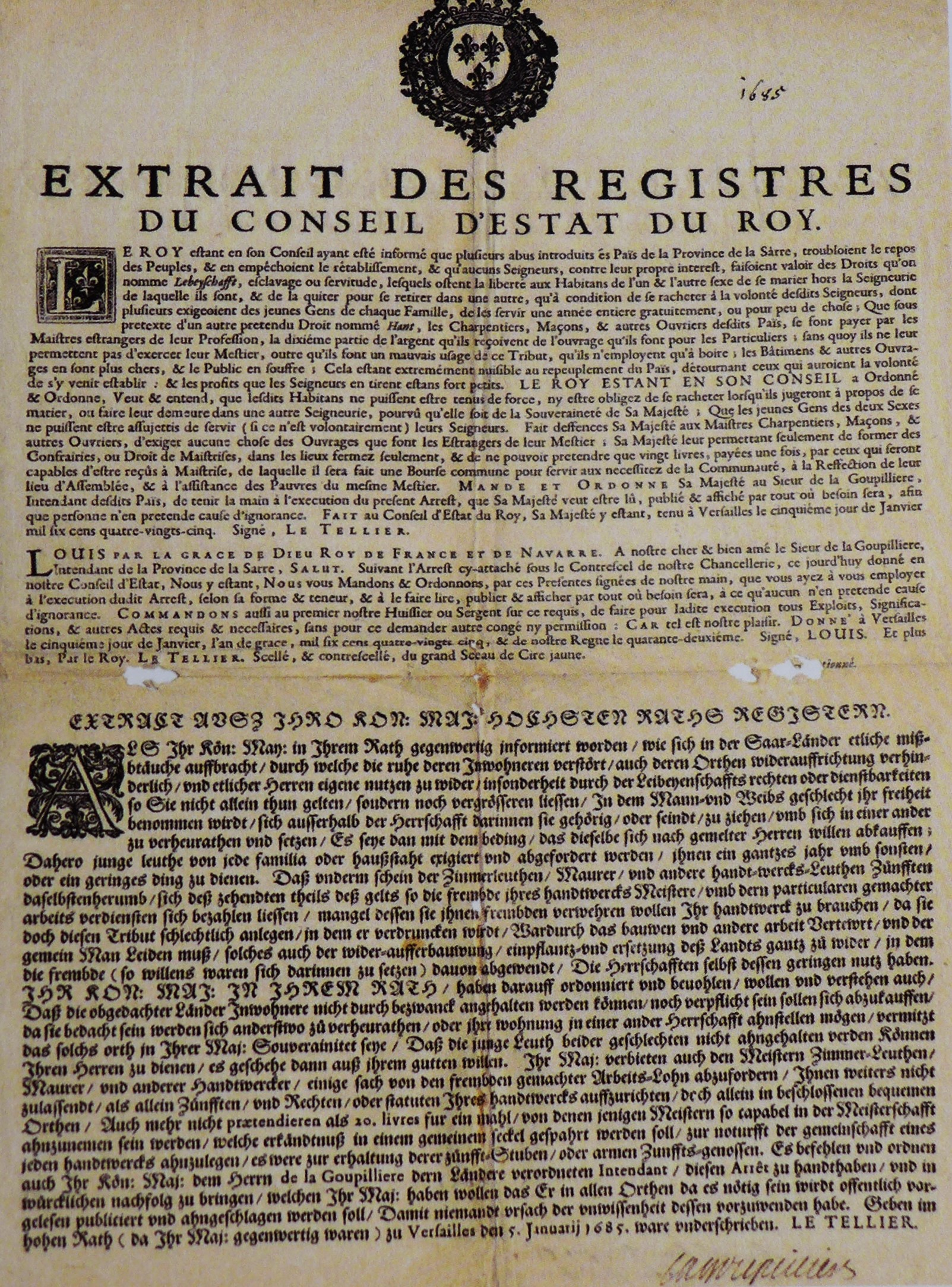
Die Aufhebung der Leibeigenschaft in der Saarprovinz durch die französische Regierung; Einblattdruck „Extrait des registres du conseil d’estat du roy“, Ludwig XIV. von Frankreich, Versailles 5. Januar 1685

Bis zum Abschluss des Westfälischen Friedens im Jahr 1648 war das Gebiet der späteren Saarprovinz dem Heiligen Römischen Reich zugeordnet, bis auf das Herzogtum Lothringen, dem mit dem Vertrag von Nürnberg im Jahr 1542 eine staatsrechtliche Sonderstellung als freies und unabhängiges Herzogtum zuerkannt worden war, aber als Teil des Oberrheinischen Kreises formell noch Teil des Reiches war. Frankreich hatte im laufenden Krieg 1633 das Herzogtum Lothringen besetzt und dann auf Seiten der anti-habsburgischen Kräfte in den Krieg eingegriffen. Im Friedensschluss wurden die nach dem Vertrag von Chambord im Jahr 1552 von Frankreich eroberten Reichsstädte Metz, Toul und Verdun sowie die drei gleichnamigen Fürstbistümer (die Trois-Évêchés) und Teile des Elsass völkerrechtlich an Frankreich abgetreten. Der Wortlaut des Westfälischen Friedens ließ durch eine diplomatische Kompromissformel unterschiedlichen Auffassungen über den genauen Umfang der damit übertragenen Territorien freien Raum.
Frankreich erhielt vom Papst das Recht, die Bischöfe von Metz, Toul und Verdun zu bestimmen. Im Sommer 1670 besetzte Frankreich Lothringen und Bar erneut und vertrieb den Herzog Karl IV. aus seinem Land. Im Holländischen Krieg stießen französische Truppen weiter nach Osten vor. Infolge des Friedens von Nimwegen (Nijmegen) im Jahr 1679 sollte Frankreich die besetzten Reichsterritorien wieder räumen. Das lothringische Gebiet blieb weiterhin besetzt und wurde von Frankreich verwaltet. Durch die jahrzehntelangen Kriege war das Land ruiniert, die Bevölkerung stark zurückgegangen.
Nun griff Frankreich aus einer Position der Stärke heraus zum Mittel der Reunionspolitik und annektierte Gebiete, die im Mittelalter unter der Lehnshoheit der zu Frankreich gekommenen Fürstentümer gestanden hatten. Dazu wurden sogenannte Reunionskammern gebildet, die zugleich als Gerichtshöfe fungierten. Sie sollten die historischen Lehensabhängigkeiten von Gebieten mit Bezug auf jetzt französische Gebiete feststellen. Danach sollte eine Annexion durch Frankreich im Sinne einer „Wiedervereinigung“ (Reunion) eingeleitet werden. Die drei Bischöfe klagten vor der neu eingerichteten Kammer in Metz auf die Huldigung ihrer Lehnsleute. Den zugunsten Frankreichs ausfallenden Urteilen folgte die französische Besitzergreifung. In den Jahren 1680 und 1681 sprach die Kammer 45 Reunionen aus. Dazu kamen Besitzergreifungen ohne Kammerspruch. Die reunierten Gebiete wurden im Jahr 1685 zur französischen Saarprovinz (französisch Province de la Sarre) zusammengeschlossen, einem Verwaltungsverband. Somit entstand nach der frühmittelalterlichen fränkischen Grafschaft Saargau, den Grafschaften Saarwerden, Saarbrücken und Nassau-Saarbrücken und dem Herzogtum Saarland erneut eine Gebietskörperschaft, die den Fluss „Saar“ im Namen führte.
Die neugegründete Saarprovinz umfasste Gebiete im heutigen Saarland, in Rheinland-Pfalz, Moselle und Bas-Rhin. Verwaltungssitz war die neugegründete Stadt Saarlouis.
Zur Saarprovinz gehörten folgende Territorien:
- das deutsche Bellistum („Baillage d’Allemagne“) des Herzogtums Lothringen
- die Grafschaft Saarwerden
- die Herrschaft Bitsch
- die Festungen Homburg, Pfalzburg (Phalsbourg), Saarburg (Sarrebourg), Marsal und Bitsch
- das Herzogtum Pfalz-Zweibrücken (ohne Oberamt Bergzabern, das dem Elsass zugeordnet worden war)
- die Grafschaften Saarbrücken und Ottweiler
- die Grafschaft Sponheim
- die Herrschaft Ebernburg
- die Wild- und Rheingrafschaft der Grafen von Salm
- die Grafschaft Leiningen
- die Grafschaft Falkenstein
- die Grafschaft Veldenz
- die Herrschaft Lauterecken
- die Herrschaft Blieskastel
- die Herrschaft Oberstein
- das ehemals kurtrierische Amt St. Wendel, sowie die Ämter Pfalzburg und Saarburg
- die Herrschaft Finstingen
- die Herrschaft Saarwellingen
- die Besitzungen der Herren von Hagen zur Motten (teilweise)
- die Besitzungen der Herren von Kerpen (teilweise)
- das Dorf Michelbach, zum Stift St. Simeon zu Trier gehörig
- die Herrschaft Dagstuhl
- die Herrschaft Freudenburg
- die Vogtei im Hamm (Zeller Hamm)
- die Herrschaft Schallodenbach
- die Herrschaft Dalberg
- Anteile an den Herrschaften Nalbacher Tal, Hüttersdorf, Lixingen und Ruhlingen bei Saargemünd

Somit unterstanden 26 Städte und 1660 Dörfer der neugegründeten Saarprovinz.
Die französische Verwaltung ergriff in der Reunionszeit (1681–1697) zahlreiche Maßnahmen, um die eroberten Gebiete wieder aufzubauen und an Frankreich anzugleichen. Während die Landesherrschaften und die Grundherren geschwächt wurden, sollte die Bevölkerung durch Erleichterungen an Frankreich gebunden werden. Mit dem Erlass vom 5. Januar 1685 wurden die Leibeigenschaft und die mit ihr verbundene Loskaufpflicht aufgehoben. Damit sollte auch die Freizügigkeit hinsichtlich der Ansiedelung und Verheiratung junger Menschen gefördert werden. Die Einführung neuer Steuern sollte der französischen Staatskasse zugutekommen.
Für die bisherigen Feudalherren brachte die Unterwerfung unter französische Souveränität viele Nachteile, die sie notgedrungen akzeptieren mussten, wollten sie nicht von ihrem Besitz vertrieben werden. Sie verloren ihre Finanzhoheit und hatten nur noch eingeschränkte Verfügungsgewalt über ihre Untertanen. Durch den Ausbau der französischen Bürokratie und die strenge Überwachung durch königliche Beamte kam es zu Einkommenseinbußen durch Aufhebung der Zollgrenzen innerhalb der Reunionsgebiete. Darüber hinaus waren bisherige Abgaben wie Geleitgeld und Soldatengeld abgeschafft worden. Die Schatzung wurde im Vergleich zum Jahr 1672 um zwei Drittel herabgesetzt. Es kam zur Aufhebung der Leibeigenschaft, das Loskaufgeld fiel damit weg, die Frondienste wurden um 75 % herabgesetzt, das herrschaftliche Weiderecht auf ein Viertel des gesamten Weidelandes begrenzt, die herrschaftlichen Ausgaben durch königliche Beamte kontrolliert, die Gerichtshoheit ging verloren und das Reichskammergericht als Berufungsinstanz entfiel. Die Peinliche Halsgerichtsordnung Kaiser Karls V. wurde durch das französische Strafrecht ersetzt und schließlich französische Währung, Münzen (Louis d’or, Écu, Denier), Maße und Gewichte eingeführt.
Eine der vordringlichsten Aufgaben der französischen Beamten war die Wiederbesiedelung der im Dreißigjährigen Krieg und den Jahrzehnten danach verheerten Landstriche, die Hebung von Handel und Gewerbe und besonders die Förderung der katholischen Religion. Dazu wurde trotz garantierter Religionsfreiheit eine verstärkte Rekatholisierungskampagne gestartet, die das Ziel hatte, alle protestantisch gewordenen Orte wieder der katholischen Kirche zuzuführen.
Die Maßnahmen brachten der Region einige Vorteile: So kam es zu einem Aufschwung des Handels aufgrund der jetzt gefallenen Zollschranken. Neue Märkte entstanden, die Wirtschaftsbeziehungen zu den benachbarten Reichsgebieten blieben erhalten, die Infrastruktur wurde durch den Straßenbau und die Einrichtung regelmäßiger Postverbindungen verbessert.
Im Jahr 1680 ließ der französische König Ludwig XIV. (Louis XIV) Saarlouis (ursprünglicher Name: Sarre-Louis) zum Schutz der neuen Ostgrenze errichten. Der Baumeister Sébastien Le Prestre de Vauban entwarf die Festungsstadt symmetrisch in Sternform mit sechs Bastionen, die zur Aufstellung von Kanonen dienten. Die Pläne hierzu stammten von Thomas de Choisy. Die neugegründete Stadt wurde im Jahr 1685 Hauptstadt der Saarprovinz. Hier befand sich auch der Sitz des Intendanten der Saarprovinz, Antoine Bergeron, Seigneur de la Goupillière, dem ab dem 23. Oktober 1679 alle dem französischen König unterstellten Reunions-Territorien unterstanden.
Der Intendant kontrollierte die Finanzhaushalte der Städte und Feudalherrschaften, die Forstverwaltung, die Polizei, den Straßenbau und die Zollgrenzen und zog die Steuern ein. Die Finanzhoheit sowie die höchste Gerichtsbarkeit hatten die Feudalherren der Saarprovinz an den Intendanten in Saarlouis abtreten müssen. In der Provinzhauptstadt Saarlouis wurde mit Wirkung vom 26. Februar 1685 der Siège présidial, das Obertribunal, eingerichtet, das dem Parlement in Metz als letzter Instanz unterstand.
Erster Präsident war der Richter und bisherige Generalbevollmächtigte des deutschen Bellistums in Lothringen, der Wallerfanger Franz Ernst de Koeler (1629–1705, geadelt 1664). Der bisherige Wallerfanger Gerichtshof war schon mit Wirkung vom 1. November 1683 nach Saarlouis verlegt worden. Gerichtsort war das Rathaus am Großen Markt.
Mit dem Frieden von Rijswijk, der im Jahr 1697 den Pfälzischen Erbfolgekrieg beendete, kam das Ende der Saarprovinz. Die Territorien mussten dem Heiligen Römischen Reich zurückgegeben werden und das Herzogtum Lothringen wurde in den Grenzen des Jahres 1670 wiederhergestellt, jedoch ohne die beiden Festungsstädte Saarlouis und Longwy. Saarlouis mit seinem Umland bildete fortan eine französische Exklave im Herzogtum Lothringen und wurde der Provinz der Drei Bistümer zugeschlagen. Der Siège présidial blieb allerdings bis zur Französischen Revolution bestehen.